# Jorge Valle
Jorge Valle Rabinad (* 15. Mai 1976 in Saragossa) ist ein ehemaliger spanischer Eishockeyspieler, der einen Großteil seiner Karriere beim CH Jaca in der spanischen Superliga unter Vertrag stand.

## Karriere
Jorge Valle fiel erstmals im Klub-Eishockey auf, als er in der Spielzeit 1996/97 für die Association des Sports de Glisse d’Angers in der damals Nationale 1A genannten höchsten französischen Spielklasse auf dem Eis stand. 2002 kehrte er in seine Heimat Aragonien zurück und spielte fortan bis zu seinem Karriereende 2013 für den CH Jaca in der spanischen Superliga. Mit seinem Verein gewann der langjährige Nationalspieler in den Jahren 2003, 2004, 2005, 2010, 2011 und 2012 jeweils den spanischen Meistertitel sowie 2003, 2006, 2011, 2012 und 2013 die Copa del Rey.

### International
Für Spanien nahm Valle im Juniorenbereich an den U18-B-Europameisterschaften 1991, 1992 und 1993 sowie der U20-C-Weltmeisterschaft 1993 teil.
Im Seniorenbereich stand er zunächst bei den D-Weltmeisterschaften 1996 und 1997 sowie der C-Weltmeisterschaft 1998 im Aufgebot der Iberer. Nach der Umstellung auf das heutige Divisionensystem spielte er bei den Weltmeisterschaften der Division II 2001, 2004, 2005 und 2010.

## Erfolge und Auszeichnungen
| - 2003 Spanischer Meister und Pokalsieger mit dem CH Jaca - 2004 Spanischer Meister mit dem CH Jaca - 2005 Spanischer Meister mit dem CH Jaca - 2006 Spanischer Pokalsieger mit dem CH Jaca | - 2010 Spanischer Meister mit dem CH Jaca - 2011 Spanischer Meister und Pokalsieger mit dem CH Jaca - 2012 Spanischer Meister und Pokalsieger mit dem CH Jaca - 2013 Spanischer Pokalsieger mit dem CH Jaca |

### International
- 1997 Aufstieg in die C-Gruppe bei der D-Weltmeisterschaft
- 2010 Aufstieg in die Division I bei der Weltmeisterschaft der Division II, Gruppe A